# Almind (Kolding Kommune)
|  | Almind er også en bebyggelse i Almind Sogn (Viborg Kommune), se Almind |
Almind er en by i Sydjylland med 1.745 indbyggere  (2024), beliggende 3 km syd for Viuf, 17 km syd for Vejle og 10 km nord for Kolding. Byen hører til Kolding Kommune og ligger i Region Syddanmark. Nord for byen løber Almind Å i en dyb dal.
Almind hører til Almind Sogn. Almind Kirke ligger i byen. Den er bygget i 1887 af sten fra den romanske kirke, der tidligere stod på stedet. Tårnet er opført i røde mursten.
Før 1974 var Alminde sognets og byens officielle stavemåde, som blev brugt i kirkebogen, telefonbøger og kommunale skrivelser.

## Faciliteter
Lige nord for byen og Almind Å ligger Alminde-Viuf Fællesskole, der opstod ved sammenlægning af skolerne i Almind og Viuf i 1965. For at sikre skolens grundlag gik Almind sogneråd i gang med at købe ejendomme og udstykke parcelhusgrunde. Ved skolens start var der 164 elever til og med 6. klasse. Året efter kom 7. klasse til, og i 1976-77 fik skolen overbygning med 8.-9. klasse, og en ny klassefløj blev indviet. Skolen har nu 517 elever, og der er SFO, normeret til 154 børn.
Almind-Viuf området har to børnehaver: Toftebo var oprindeligt Dansk Kvindesamfunds børnehave i Kolding, startet 1963, men i 1976 blev den flyttet til Toftevej i Almind. Her startede den med 25 børn, men den blev i 1978 udvidet og normeret til 40 børn. Kommunen ønskede yderligere udvidelse, men Dansk Kvindesamfund holdt fast ved, at en ny institution ville dække behovet bedre. Så byen har også fået børnehaven Valhalla tæt ved skolen med 65 børn i 3 grupper og ca. 10 medarbejdere.
Almind-Viuf Hallen på 1100 m² blev bygget ved skolen i 1980 og skulle bruges af både skolen og idrætsforeningerne. De to byers foreninger var i 1976 lagt sammen til Alminde Viuf Gymnastik & Idrætsforening (AVGIF), som tilbyder gymnastik, håndbold, badminton og fodbold.
I 1980'erne blev der bygget 22 ældreboliger i Almind. Alminde Forsamlingshus har en stor sal med scene og en lille sal.

### Transport
Bus 103 kører til Kolding og Vejle ca. hver time, men Almind var i 2006 den by i Danmark, hvor den største del af husstandene (88%) havde bil. 150 yngre børnefamilier var i de foregående år flyttet ind i nye parcelhuse. Jyllands Postens journalist konstaterede, at der kl. 14 kun holdt et par biler ved Dagli'Brugsen, for bilerne begyndte først at komme hjem efter kl. 15, når deres ejere var færdige med arbejdet i Kolding, Vejle, Fredericia mv.

## Historie
Almind lagde navn til Almindsyssel, et af Nørrejyllands 11 sysler. Syslet bestod i middelalderen af 6 herreder. Almind Sogn hørte til Brusk Herred, der oprindeligt hed Almind Herred og i Kong Valdemars Jordebog benævnes Almundæhæreth. Ved kommunalreformen i 1970 indgik Almind Sogn i Kolding Kommune.

### Slagmarker
På Almind Mark var der i maj 1644 en træfning, hvor rigsmarsk Anders Bille slog svenskerne. Under forberedelserne til Skånske krig holdt Christian 5. feltlejr her i 1674. Ved Almind var der 7. maj 1849 en kamp mellem general Olaf Ryes brigade og slesvig-holstenerne, hvorefter Rye trak sig tilbage.

### Rytterskolen
Børnene i Almind blev undervist af en løbedegn, der rejste rundt i flere sogne, indtil sognet fik sin egen degn i 1701. Ved Almind Kirke blev en af Frederik 4.'s rytterskoler åbnet i 1726. Dens originale mindesten sidder nu i Alminde-Viuf Fællesskoles tidligere aula.
Den nordlige ende af rytterskolen blev fornyet i 1858, men revet ned i 1888 og erstattet af en tilbygning, der blev indrettet som pogeskole for de mindre børn. I 1901 var skolen igen blevet for lille, og øst for den blev der opført en selvstændig forskole, som blev indviet 14. september 1902.

### Jernbanen
Almind havde station på Kolding-Egtved Jernbane (1898-1930). Almind var ved banens start en typisk kirkelandsby, der foruden skolen havde smedie, forsamlingshus (fra 1878, genopført 1909) og brugsforening (fra 1890). I 1899 blev Almind Telefonselskab oprettet. I 1905 startede en konkurrerende brugsforening, som i det lange løb blev den, der overlevede.
1907-08 blev stationens varehus udvidet. Købmand Hans Peter Raarup købte den gamle brugsforening, da den lukkede i 1922, og drev derefter købmandsforretning i ejendommen. Han opførte i 1924 et pakhus ved Egtvedbanen til grovvarer og lign.
Stationsbygningen er bevaret på Almind Stationsvej 3. Nordøst for byen kan man vandre på banens tracé fra Hovedvejen til Hauerballe Station ad den store bue, banen slog for at passere Almind Ådal på det smalleste sted.

### Almind Frø
Anton Nielsen havde lært frøavl på Als og købte i 1899 en gård i Møsvrå øst for Almind. Han tørrede og rensede selv sine frø og begyndte også at gøre det for naboerne. 25. januar 1919 stiftede han sammen med tre grosserere fra Kolding et interessentskab, der samme år opførte et tørreri og renseri på Almind Østergade 11. I 1926 flyttede selskabets kontor fra Kolding til Almind.
Firmaet solgte markfrø til bønderne gennem agenter i det meste af Jylland. I 1932 begyndte man at sælge have- og blomsterfrø i små papirsposer til private via 164 agenter over hele landet. Der var også kommet gang i eksport til Tyskland, Frankrig, England og Holland. I 1932 startede eksport til USA, hvor firmaet hurtigt blev den største eksportør af almindelig rapsgræs. Den store grund mellem præstegården og jernbanetracéet blev efterhånden fyldt med produktions- og lagerbygninger, så firmaet til sidst havde 11.000 m² etageareal. Anton Nielsens Frøavl & Frøeksport - i daglig tale Almind Frø - blev en vigtig arbejdsplads i byen.
I 1996 blev firmaet solgt til Morsø Frøavl, som i 1999 solgte det videre til DLF-Trifolium. De fleste bygninger blev revet ned. Kun den ældste og nu temmelig forfaldne 3-etages bygning fra 1919 og de nyeste lagerhaller længere mod nord fra 1975-95 er tilbage.

### Veje
Hovedvej A10 - den nuværende sekundærrute 170 - gik gennem Almind ad Søndergade og Skolegade indtil den 4 km lange omfartsvej uden om Almind og Viuf blev indviet 23. december 1966.
Ved kommunesammenlægningen i 1970 måtte en del vejnavne i Almind ændres, fordi de også var brugt andre steder i storkommunen:
- Birkeallé til Granhøj,
- Kirkestien til Almind Kirkesti,
- Skolegade til Almind Hule,
- Stationsvej til Almind Stationsvej,
- Søndergade til Sysselbjergvej,
- Østergade til Almind Østergade,
- Bakkevej til Kongsholm.

## Galleri
- Alminds ældste hus
- Almind skole
- Almind forsamlingshus
- Bevaret banetracé nord for frøhallerne